# Насильственная смерть
Насильственная смерть — это одна из категорий смерти, предусмотренных социально-правовой классификацией происхождения смерти. Насильственной смертью принято называть смерть, наступающую от воздействия на человека факторов внешней среды, таких как: механические (нож, топор, кастет, огнестрельный снаряд, пуля, камень, падение с высоты, рогатка, осколки стекла, удар по голове, автомобиль, поезд и многие другие), либо физические (высокая или низкая температура, различные ожоги, вызванные действием горячих поверхностей, жидкостей, расплавов металлов, или криогенных жидкостей, электрическим током, ионизирующим излучением, высокое или низкое атмосферное давление, электричество, радиоактивное излучение, другие виды излучения — лазерное, СВЧ и другие), либо химические (кислоты, щёлочи, различные отравляющие вещества, химические ожоги, отравление угарным газом).

## Роды насильственной смерти
По роду насильственная смерть подразделяется на:
- убийство,
- самоубийство,
- несчастный случай.

## Виды
Основными видами насильственной смерти являются:
- от механических повреждений;
- от механической асфиксии;
- от отравлений;
- от действия крайних температур;
- от действия электричества;
- от изменения атмосферного давления;
- от действия лучевой энергии.